# Фицсиммонс, Коттон
Лауэлл «Коттон» Фицсиммонс (англ. Lowell "Cotton" Fitzsimmons; 7 октября 1931 года — 24 июля 2004 года) — американский баскетбольный тренер, руководивший как университетскими командами, так и клубами Национальной баскетбольной ассоциации. За свои успехи дважды удостаивался награды тренер года НБА. Член баскетбольного зала славы с 2021 года.

## Тренерская карьера
В 1970 году Фицсиммонс стал главным тренером «Финикс Санз», сменив на этом посту Джерри Коланжело. Под его руководством команда уже в первом же сезоне смогла одержать больше побед, чем потерпеть поражений — 48-34.
В 1972 году Фицсиммонс перешёл в «Атланту Хокс». В 1975 году он переехал жить в Финикс, однако продолжал тренировать «Хокс». Сам он объяснял своё решение принять приглашение команды из Атланты тем, что хотел тренировать Пита Маравича.
В 1976 году Коттон стал главным тренером «Баффало Брэйвз», где провёл всего лишь один сезон перед тем как перейти в «Канзас-Сити Кингз». В составе последних он в 1979 году завоевал свою первую награду лучшему тренеру.
В 1984 году он стал главным тренером «Сан-Антонио Спёрс».
В 1996 году Фицсиммонс вернулся в «Санс», вновь заняв пост главного тренера, и уже в первый же сезон помог команде выйти в плей-офф, где она уступила «Спёрс».
В начале сезона 1996/97 годов «Санз» проиграли восемь стартовых матчей чемпионата и Коттон был уволен с тренерской должности. На момент завершения им тренерской карьеры он одержал 832 победы и потерпел 775 поражений, таким образом, он занял восьмое место среди тренеров по количеству побед. С тех пор он опустился на две строчки и теперь занимает десятое место.

## Смерть
В конце жизни у Фицсиммонса был диагностирован рак легких. Его семья предпочла не разглашать состояние его здоровья. Через несколько месяцев после диагностирования рака его состояние ухудшилось из-за инсульта. Он перенес еще два инсульта, после чего общественности стало известно, что он находится в тяжелом состоянии в местной больнице. 25 июля 2004 года, на следующее утро после его смерти, заголовок спортивного раздела газеты The Arizona Republic гласил: «Ярчайшее солнце Фицсиммонс умирает».